# Зозулині сльози серцелисті
Зозулині сльози серцелисті (Listera cordata або Neottia cordata) — одна з ендемічних орхідних рослин України.

## Етимологія
Назва (Listera) походить від імені британського дослідника природи Мартіна Лістера, який жив у 1638 — 1712; (cordata)перекладається як форма листя цієї рослини (форма перевернутого серця). Початкова назва зозулиних сліз серцелистих була запропонована Карлом фон Ліннеєм (1707 — 1778). Запропонована назва звучала як Ophrys cordata. З поправками, внесеними згодом, прийнятих і зараз, виступив британський ботанік Роберт Браун (1773 — 1858) у 1813 році.

## Наукове значення
Голарктичний вид на південній межі диз'юнктивного ареалу.

## Охороний статус
II категорія.

## Поширення

Поширення зозулиних сліз серцелистих.

В Україні зустрічається в Українських Карпатах на висоті 600—1395 м над рівнем моря (г. Говерла, полонина Пожижевська, г. Брескул. хр. Свидовець) — дуже рідко, Словечансько-Овруцький кряж (одне місцезнаходження). Ще у 40-50-х рр. 20 ст. вид знаходили у Ґорґанах i на Чорногорі. Вид поширений на Скандинавському півострові, в Атлантичній i Центральній Європі, у пн. та середній смузі Східної Європи, Середземномор'ї, на Кавказi, у Малій Азії, в Сибіру, на Далекому Сході, у Східній Азії (Японія, Китай), Пн. Америці. Зозулині сльози серцелисті належать до видів, південна межа яких проходить територією Білорусі і України.

## Місця зростання
Тінисті вологі хвойні та мішані ліси (здебільшого на мохових подушках), лісові болота (мохові місця). Надає перевагу опідзоленим кислим ґрунтам.

## Чисельність
Невелика. Пересічна чисельність популяцій бл. 10 особин. Більшість з них перебуває у критичному стані. Зазвичай зозулині сльози серцелисті зустрічається невеликими групами, але інколи утворює скупчення — до декількох тисяч надземних побігів.

## Причини зміни чисельності

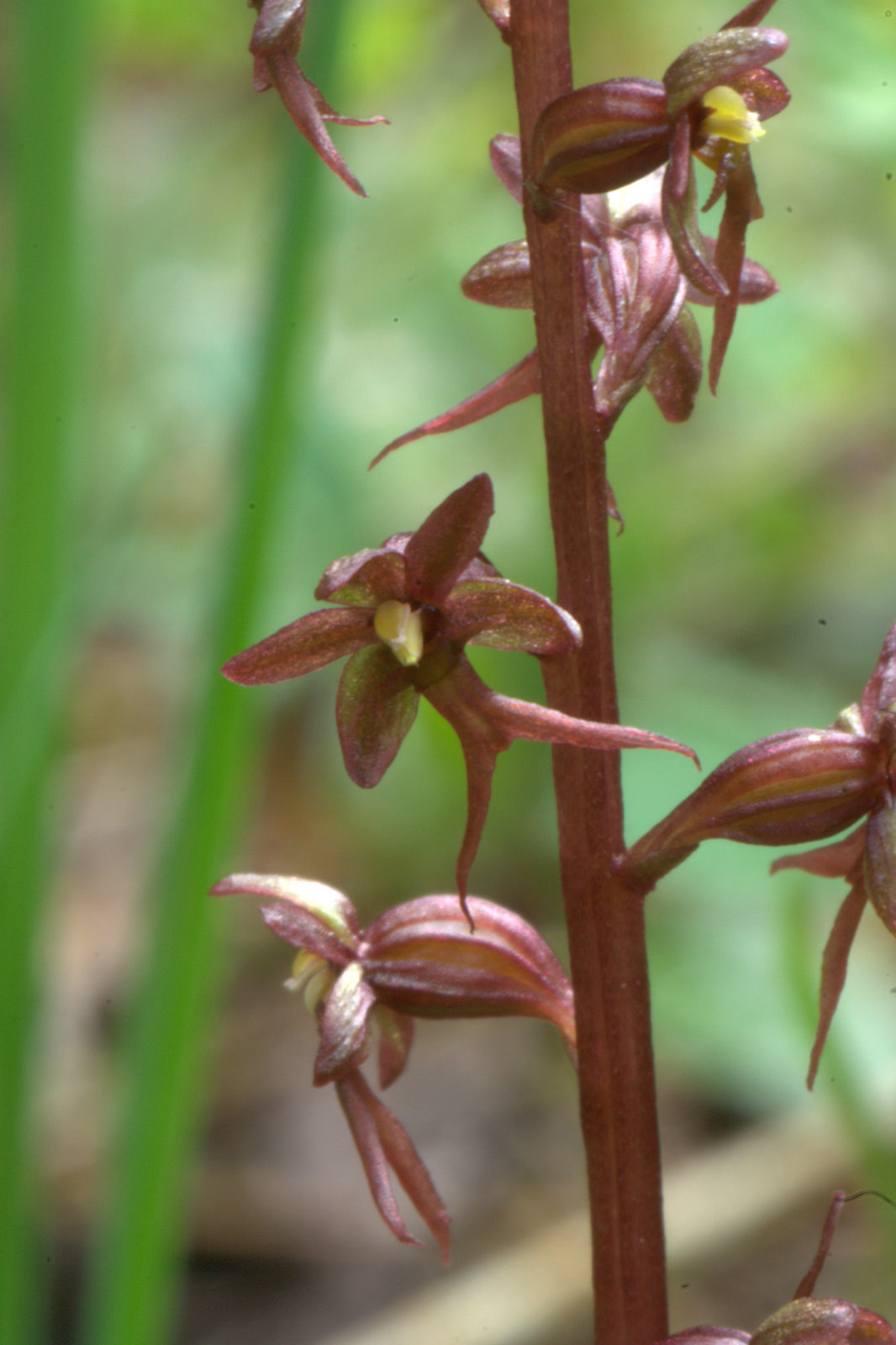
Квітки зозулиних сліз серцелистих

Можливо, порушення екологічних умов під впливом господарської діяльності та внаслідок цього — погіршення здатності виду до відтворення.

## Загальна характеристика
Геофіт. Весняний ефемероїд. Багаторічна кореневищна трав'яниста рослина до 8-30 см заввишки (максимум 33 см в Північній Америці).

### Корінь
Бульбо-цибулина з грубосітчасто-волокнистими, нерідко розірваними оболонками.

### Стебло
Висота стебла 5-25 см, голе, доволі ніжне, тонке, з двома супротивними серцеподібними листками.

### Листки
Листки (3–4) вузькі, шилоподібні, з'являються одночасно з квітками і після цвітіння дуже видовжуються. Ростуть посередині стебла. Покривало 2–3-листе.

### Квітка

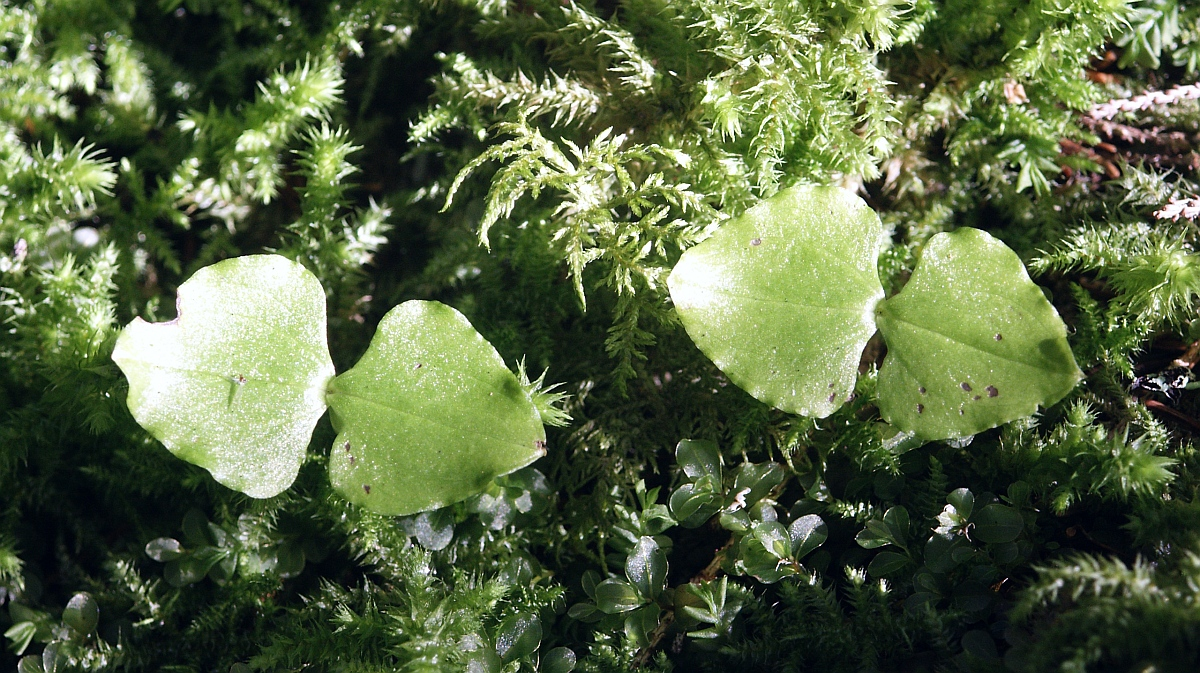
Листки зозулиних сліз серцелистих мають серцеподібну форму

Квітки дрібні, широко відкриті, на скручених плодоніжках, бруднувато-пурпурові, з неприємним запахом, зібрані у рідку китицю, з 6-12 квітковим просторовим гроном з протяжністю 1,5-6 см на вершині стебла. Квітки запилюються дрібними комахами (двокрилими, перетинчастокрилими), привабленими запахом (неприємним для людей) і нектаром. Зрідка спостерігається самозапилення. Приймочка жовтогаряча.

### Цвітіння
Цвіте у березні–квітні.

### Плодоносіння
Плодоносить у травні–червні. Близько 80 % квіток дають плоди. Плід роздутий торбиноподібний з протяжністю 3-6 мм з дуже дрібним насінням.

### Розмноження
Розмножується насіннєвим і вегетативним способами. Вегетативне розмноження здійснюється паростками, які формуються на окремих ділянках довгого кореневища. Дочірні особини цвітуть на 3-й рік. Насіннєве розмноження відіграє значно меншу роль у відтворенні рослин, попри те, що близько 80 % квіток дають плоди.

### Виявлення виду

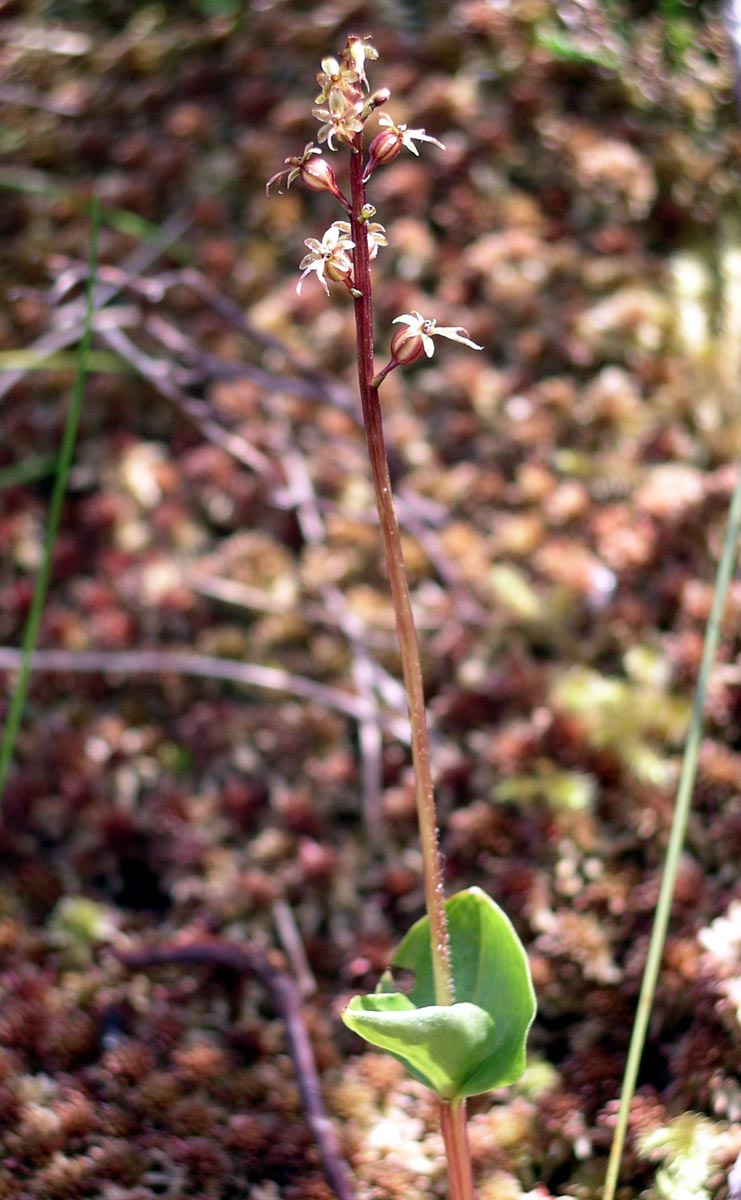
Загальний вигляд зозулиних сліз серцелистих.

У 1983 р. Т. Л. Андрієнко виявила вперше цей вид на Словечансько-Овруцькому кряжі в заболоченому лісі із сосни звичайної. Із орхідних тут трапляється також зозулинець Фукса. Популяція зозулиних сліз серцелистих нараховувала до 10 екземплярів, з яких 6 цвіло. Це свідчить про те, що підросту популяція не має і перебуває в критичному стані. В культурі не розводилась, та, мабуть, і не слід цього робити, адже подібні оптимальні умови створити для неї дуже важко, а сама рослина утилітарних властивостей не має. Рідкісний і цінний для науки вид.

## Режим збереження популяцій та заходи з охорони
Занесено до Червоної книги України. Охороняють в Луганському, Українському степовому, Дніпровсько-Орільському, «Єланецький Степ» ПЗ, НПП «Гомольшанський», «Святі Гори», РЛП, заказниках та пам'ятках природи загальнодержавного та місцевого значення, у Карпатському біосферному заповіднику та на Словечансько-Овруцькому кряжі. Необхідно контролювати стан популяцій, взяти на облік усі місцезнаходженнята та вирощувати у ботанічних садах. Заборонено розорювання степів, надмірний випас, збирання рослин, весняне випалювання степів, вирубування лісів.